# 浸水營野生動物重要棲息環境
浸水營野生動物重要棲息環境位於中華民國屏東縣春日鄉，是依《野生動物保育法》公告之野生動物重要棲息環境。 該地屬於中央山脈西側，為南部延脈末端，東方以姑子崙山（1,628公尺）為界，西南方有本區最高點之大漢山（1,688公尺），西方有日暮山（1,320公尺），東南方為浸水營（1,450公尺），地形四面環山，中央為凹地，主要溪流為力里溪，發源於姑子崙山。
日治時代迄今，植物分類學者於此發現多種新種或新紀錄種，並以浸水營命名。本地經年潮溼，因此地被植物豐富，尤其以蕨類及蘭科植物最為豐盛。範圍東界與南界另和大武山自然保留區及大武事業區台灣穗花杉自然保留區接臨，有浸水營古道穿越。